# Liste der Wappen im Ostalbkreis
Diese Liste beinhaltet alle in der Wikipedia gelisteten Wappen des Ostalbkreises in Baden-Württemberg, inklusive historischer Wappen. Fast alle Städte, Gemeinden und Kreise in Baden-Württemberg führen ein Wappen. Sie sind über die Navigationsleiste am Ende der Seite erreichbar.

## Ostalbkreis

Wappen des Ostalbkreises[1]
Der Ostalbkreis in Baden-Württemberg

## Städtewappen im Ostalbkreis

Aalen[2]
Bopfingen[3]
Ellwangen (Jagst)[4]
Heubach[5]
Lauchheim[6]
Lorch[7]
Neresheim[8]
Oberkochen[9]
Schwäbisch Gmünd[10]

## Gemeindewappen im Ostalbkreis

Abtsgmünd[11]
Adelmannsfelden[12]
Bartholomä[13]
Böbingen an der Rems[14]
Durlangen[15]
Ellenberg[16]
Eschach[17]
Essingen[18]
Gschwend[19]
Göggingen[20]
Heuchlingen[21]
Hüttlingen[22]
Iggingen[23]
Jagstzell[24]
Kirchheim am Ries[25]
Leinzell[26]
Mutlangen[27]
Mögglingen[28]
Neuler[29]
Obergröningen[30]
Rainau[31]
Riesbürg[32]
Rosenberg[33]
Ruppertshofen[34]
Schechingen[35]
Spraitbach[36]
Stödtlen[37]
Tannhausen[38]
Täferrot[39]
Unterschneidheim[40]
Waldstetten[41]
Westhausen[42]
Wört[43]

## Ehemalige Landkreiswappen

Landkreis Aalen[44]
Landkreis Schwäbisch Gmünd[45]
Landkreis Backnang[46]

## Ehemalige Gemeindewappen

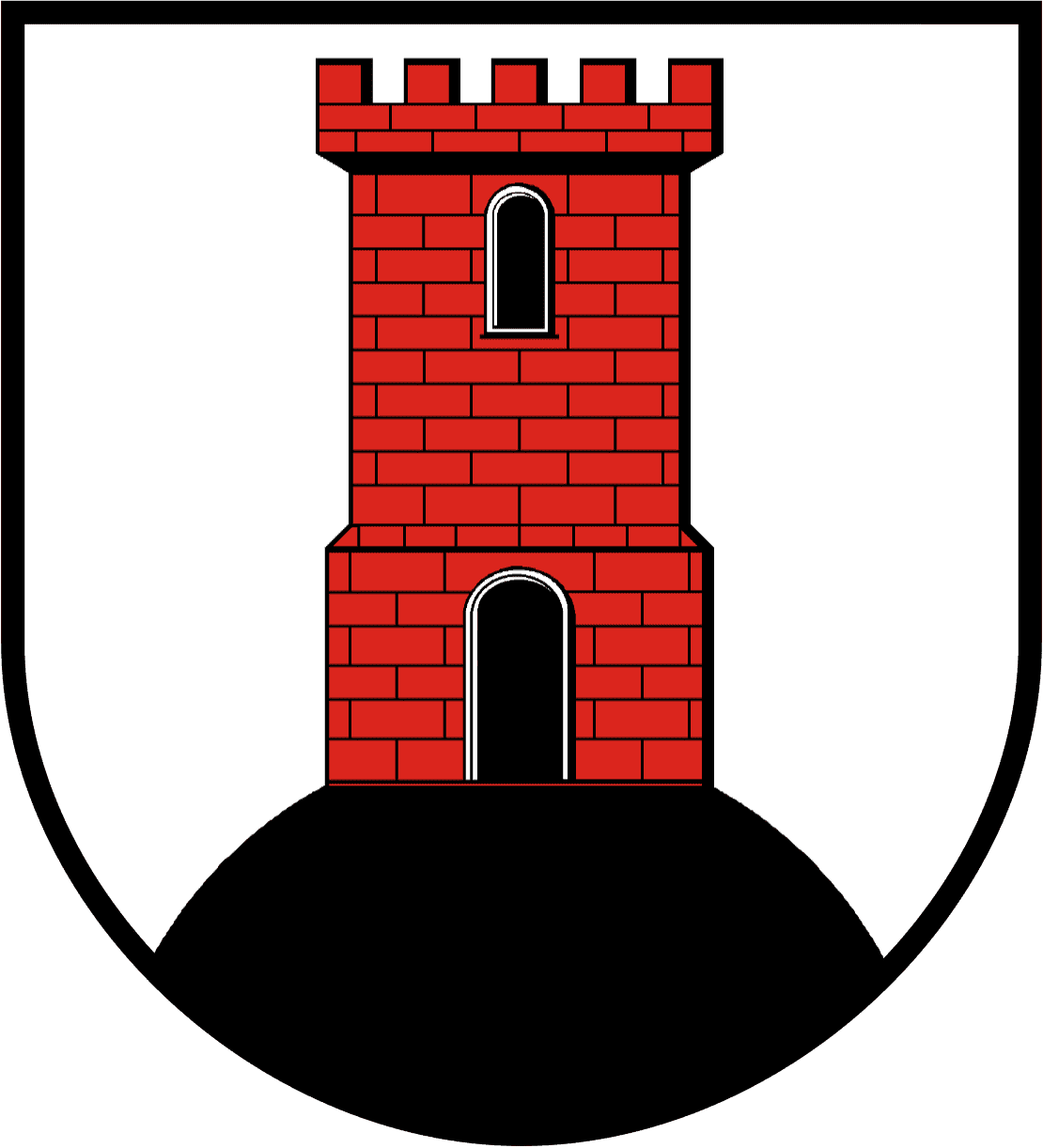
Altersberg
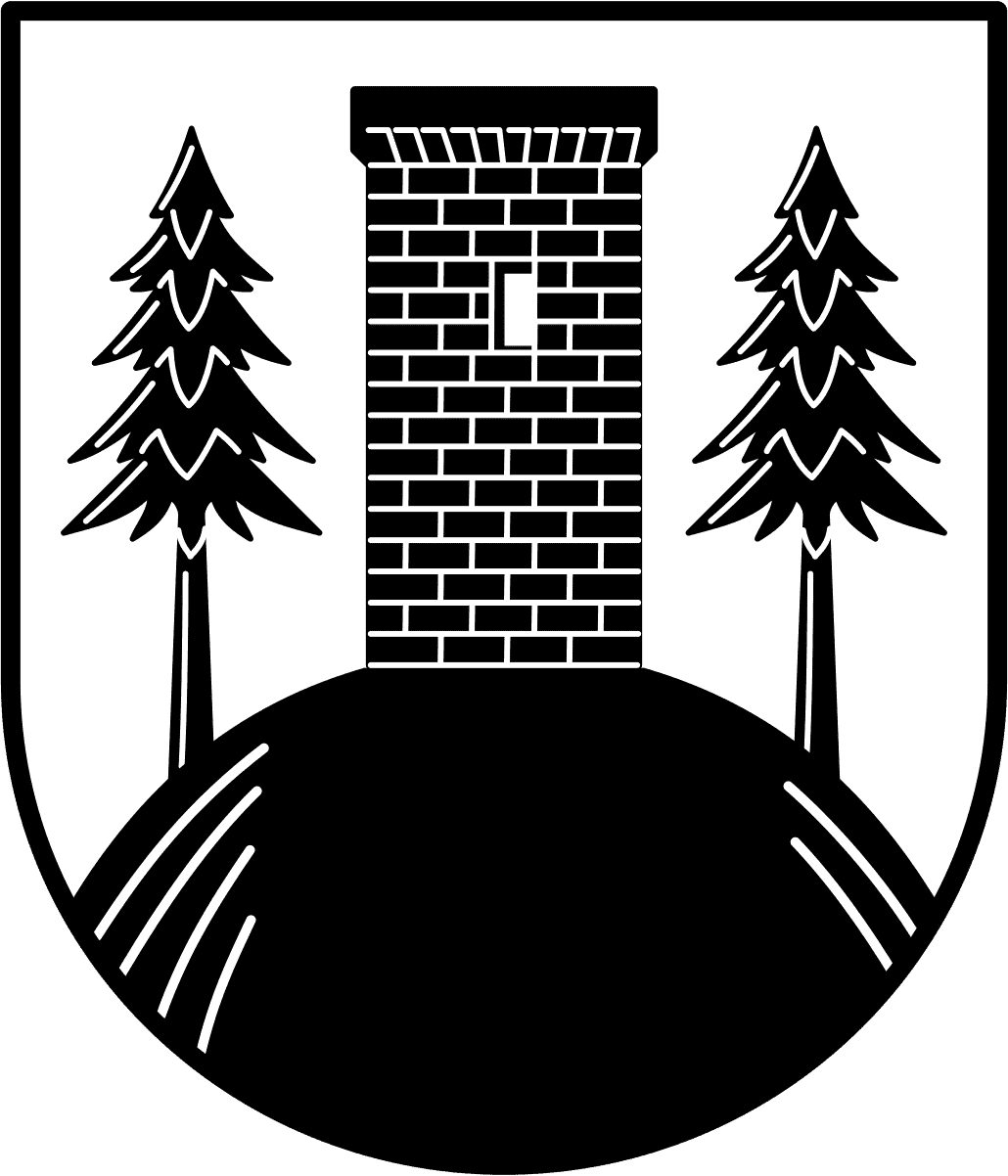
Aufhausen
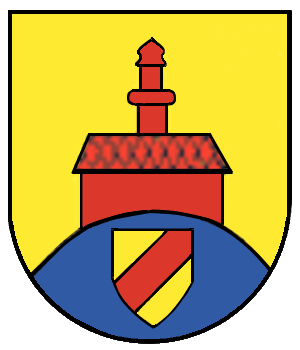
Baldern
Bargau[50]
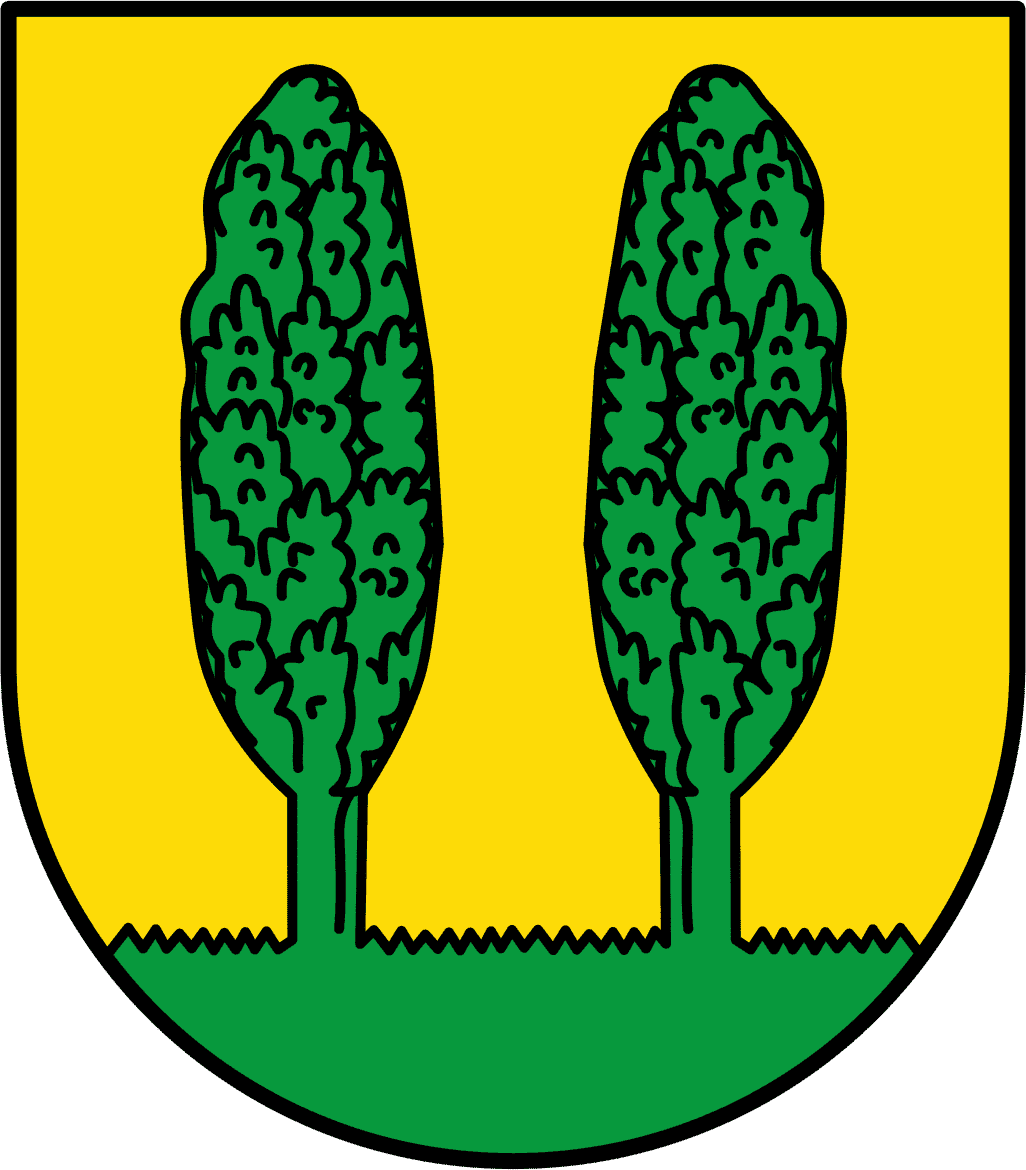
Benzenzimmern
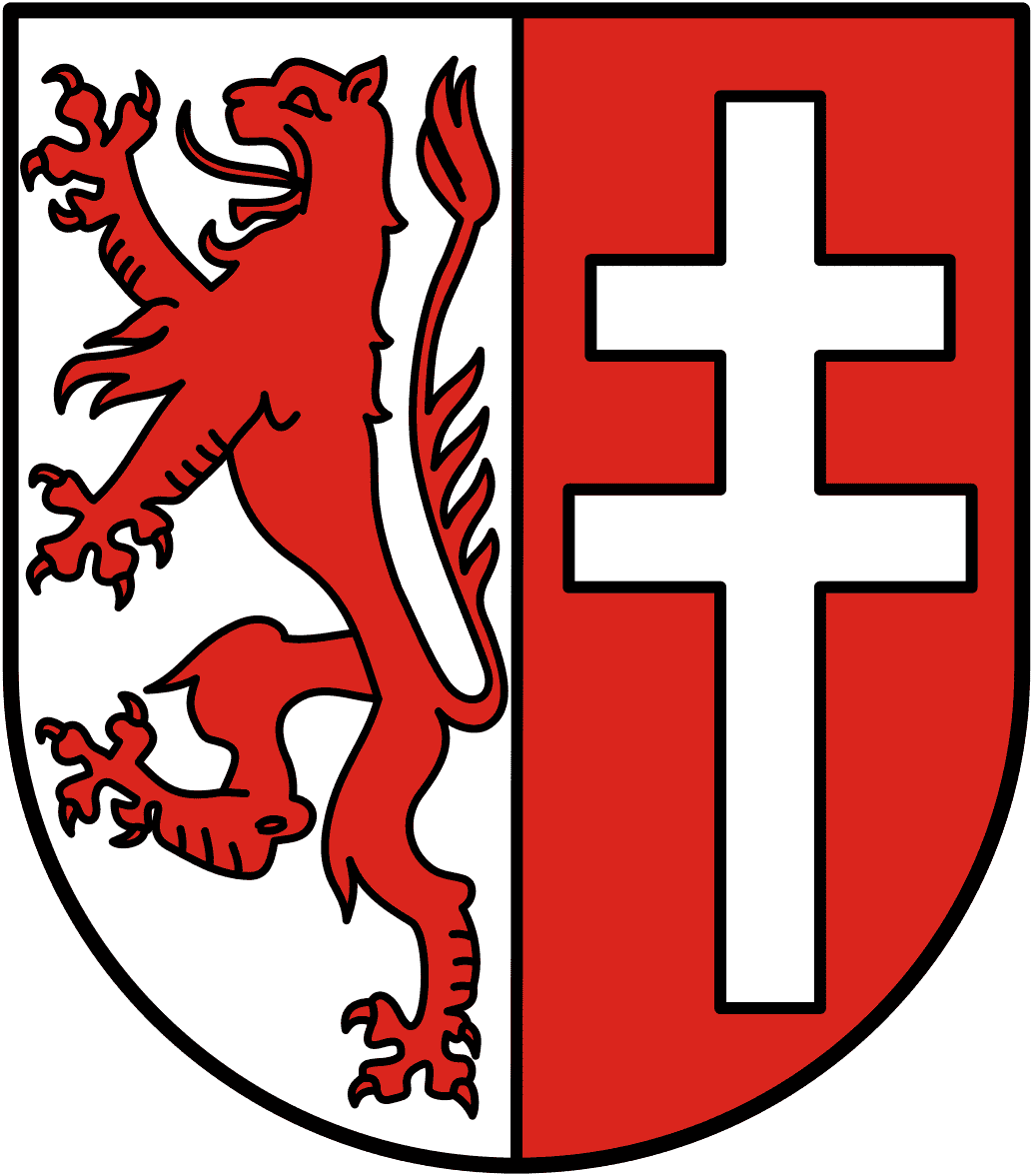
Bettringen
Dalkingen[53]
Degenfeld[54]
Dewangen[55]
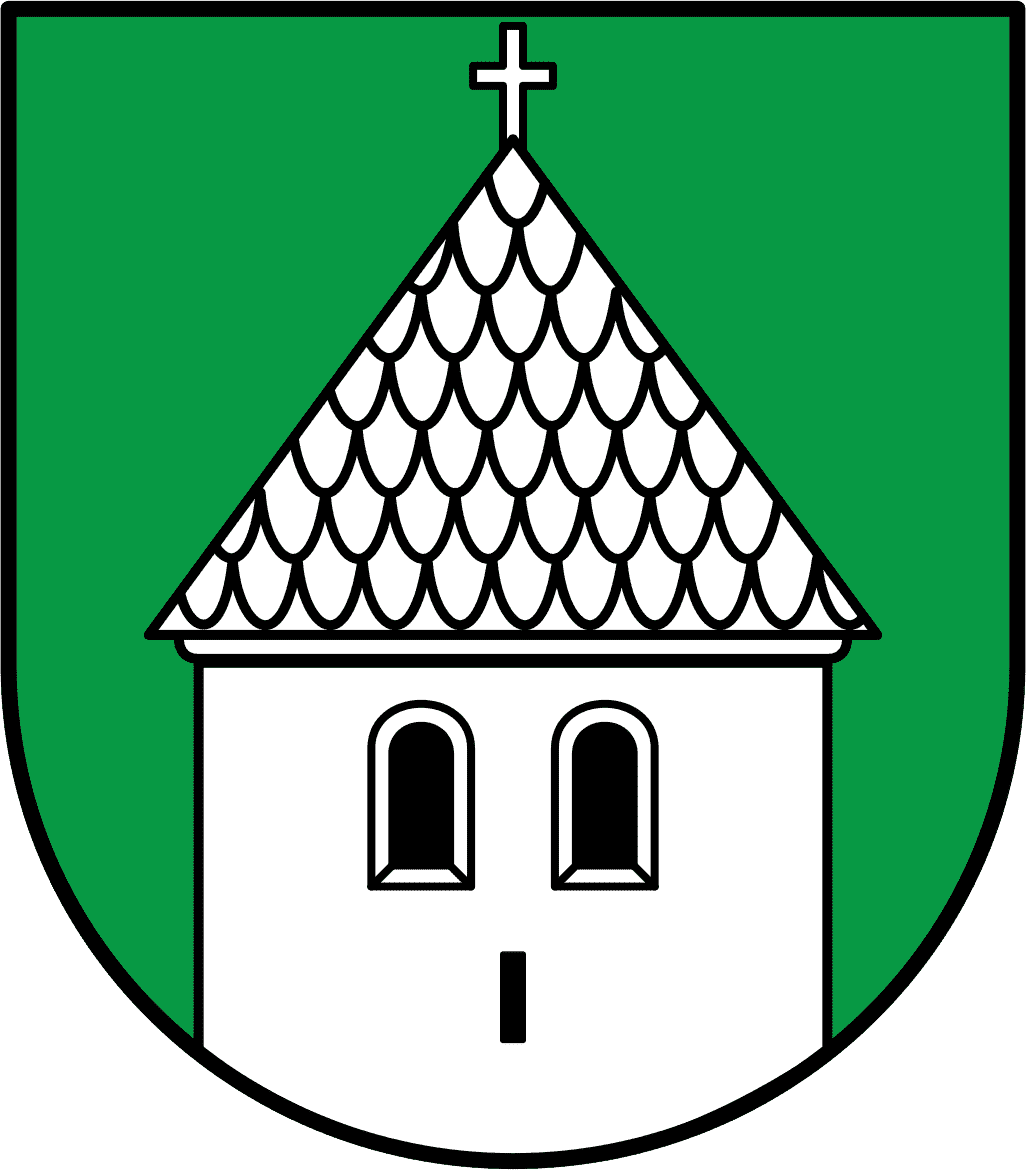
Dirgenheim
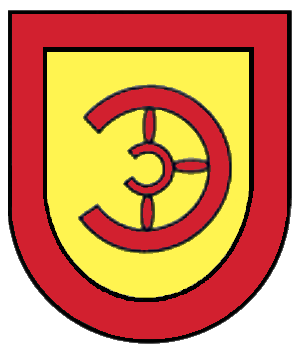
Dorfmerkingen
Ebnat[58]
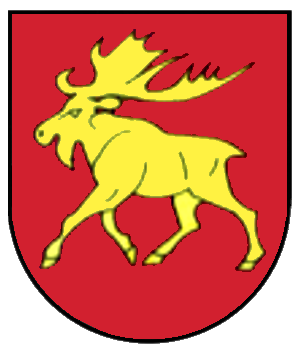
Elchingen auf dem Härtsfeld
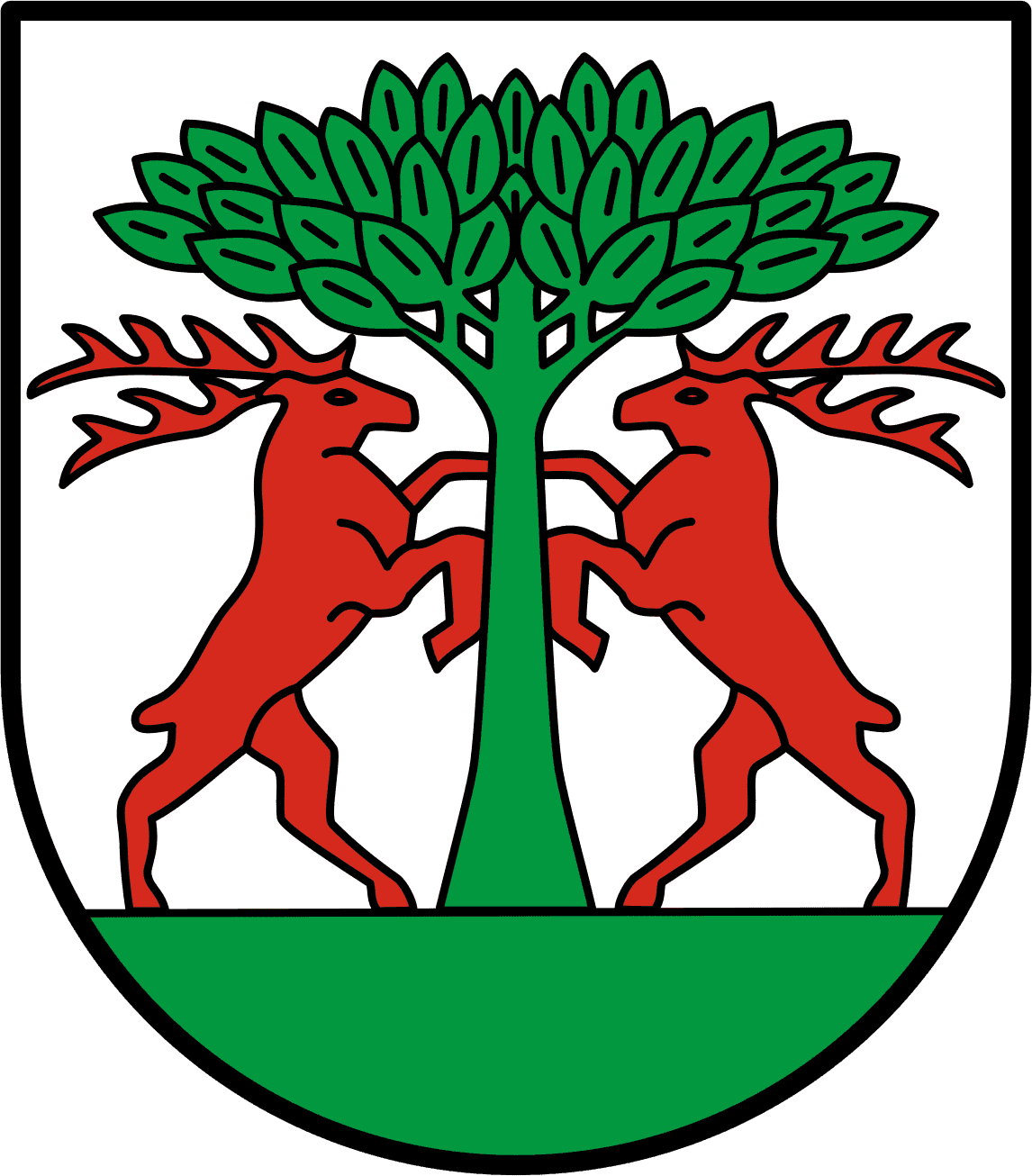
Fachsenfeld
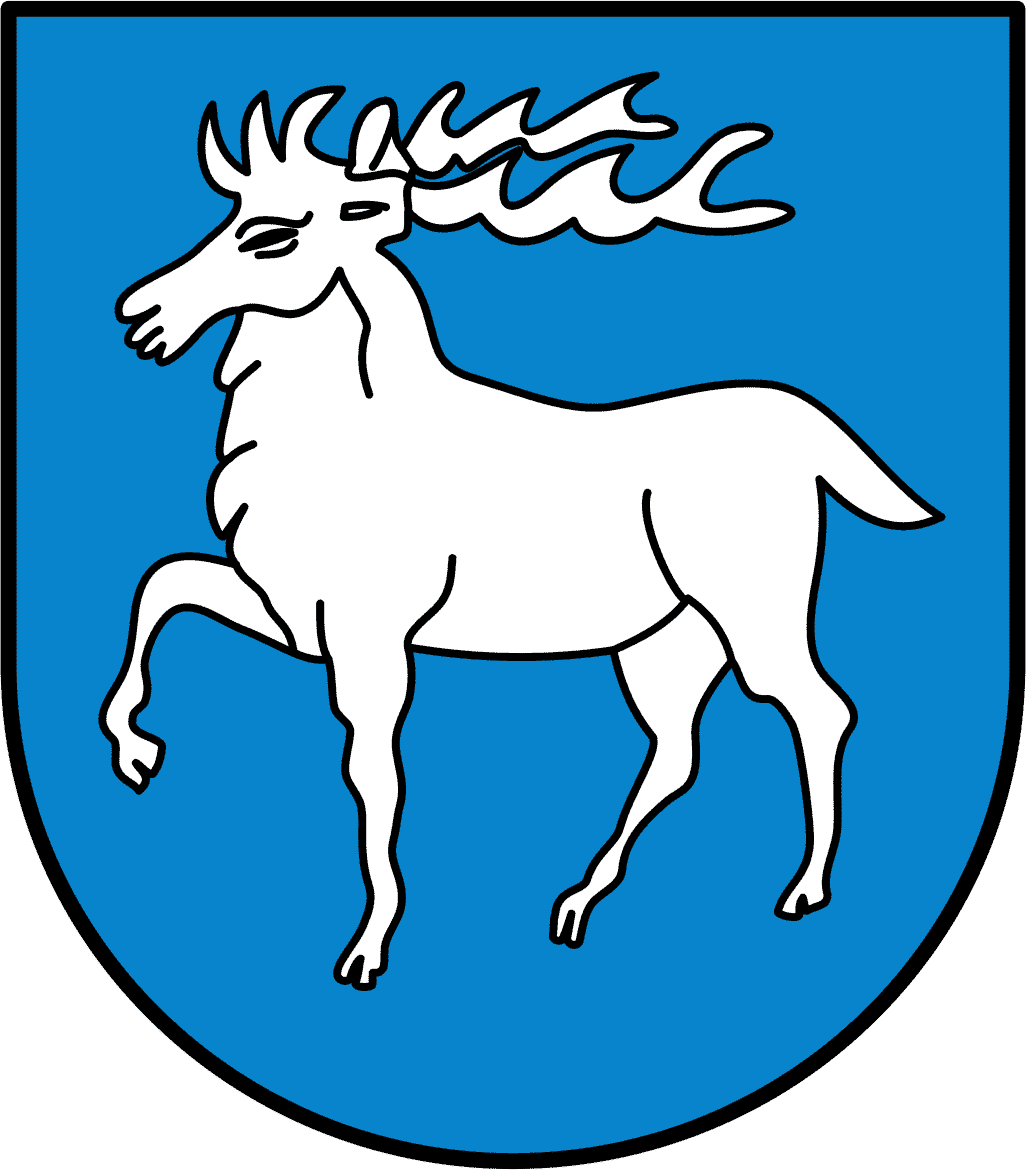
Flochberg
Frickenhofen[62]
Geislingen[63]
Goldburghausen[64]
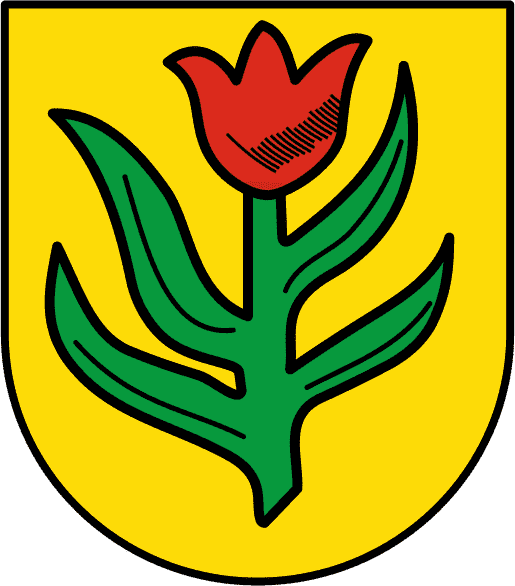
Großdeinbach
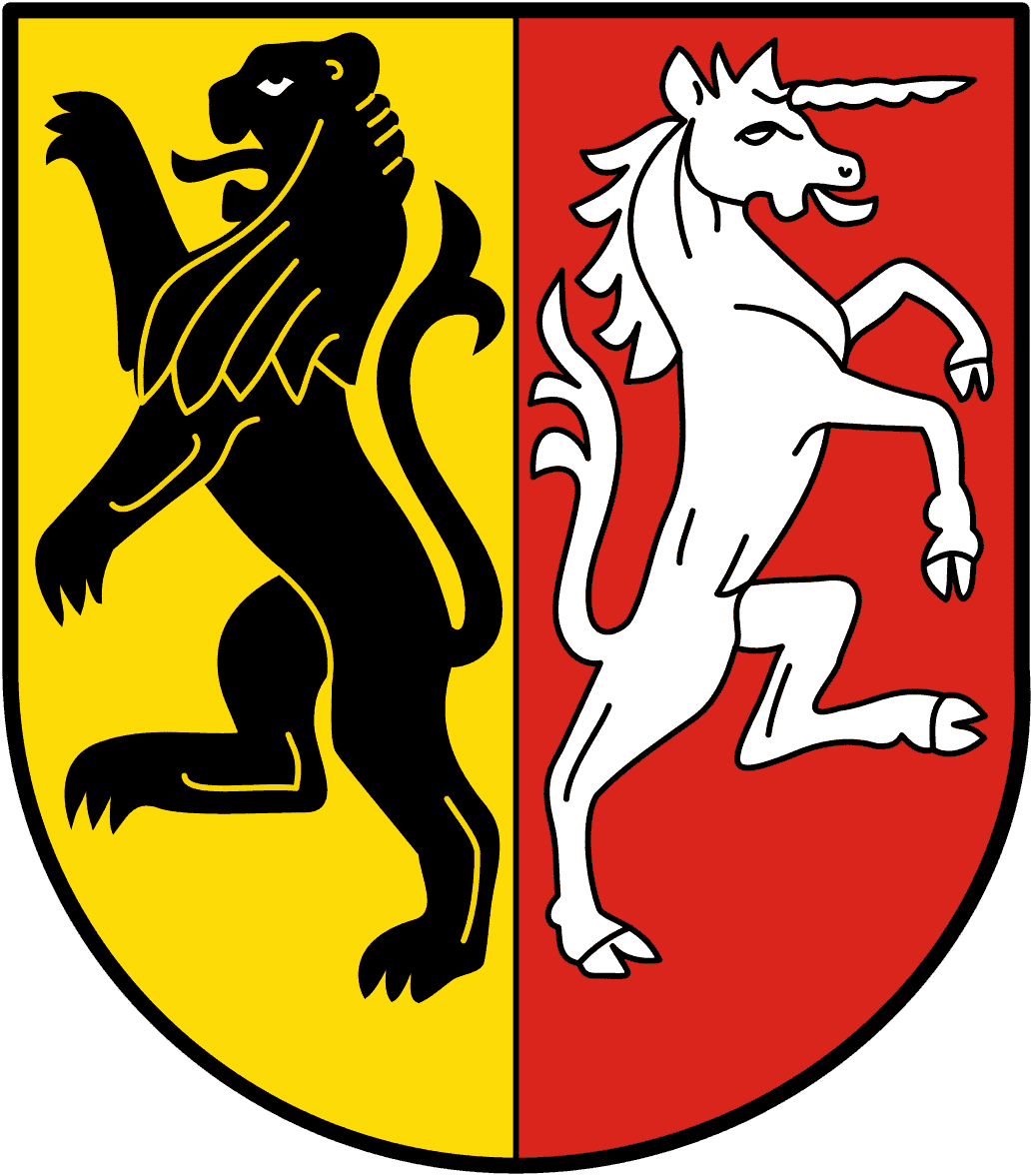
Herlikofen
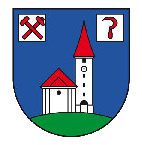
Hofen
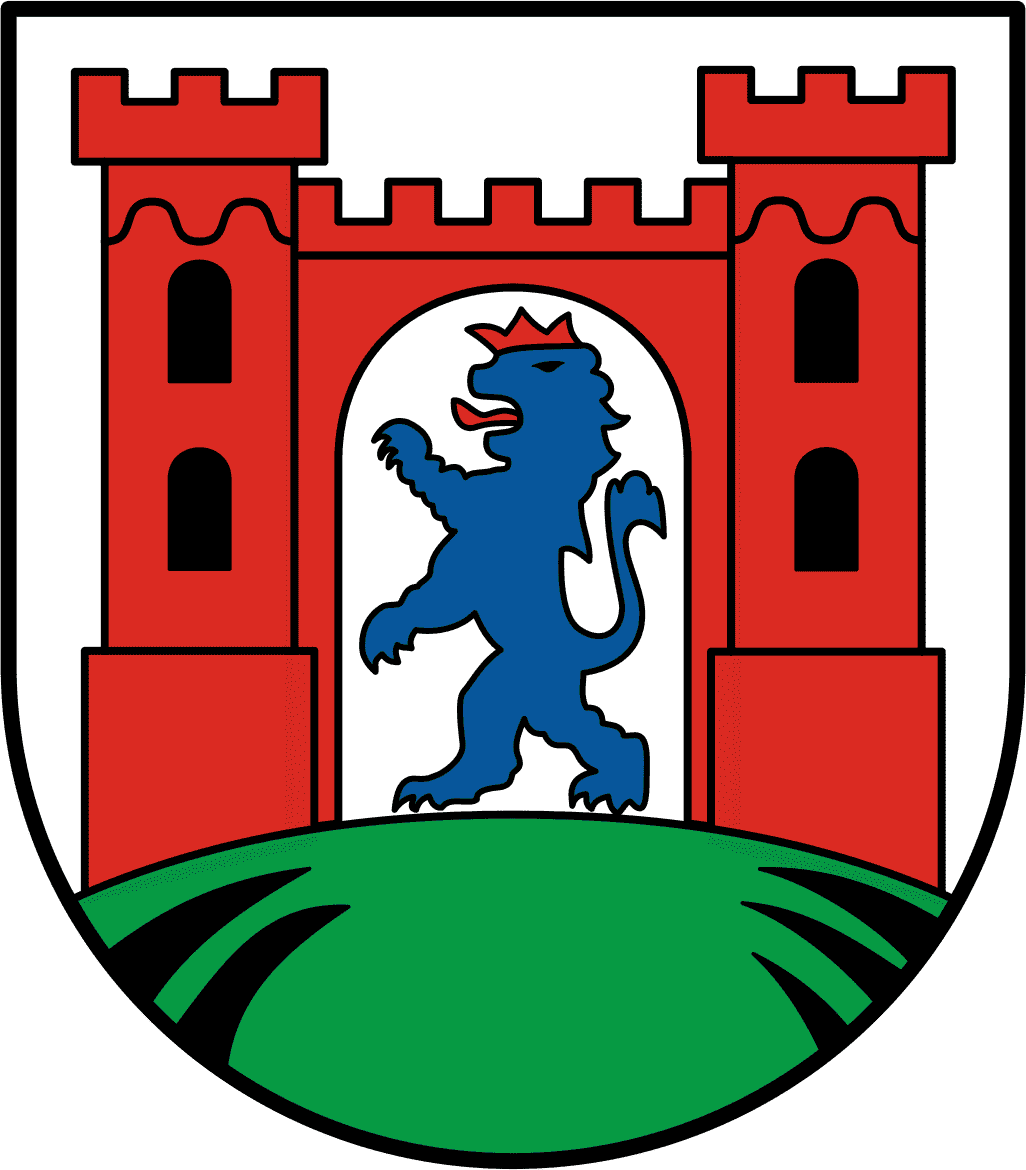
Hohenstadt
Hülen[69]
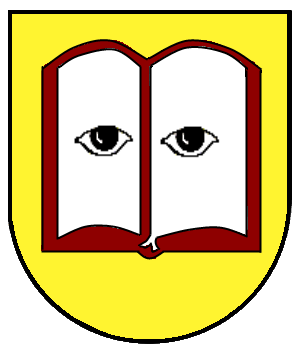
Kerkingen
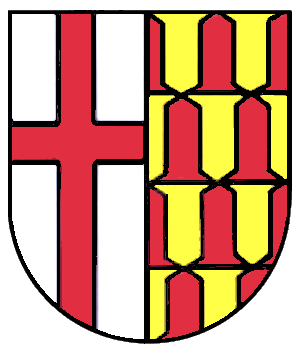
Kösingen
Laubach[72]
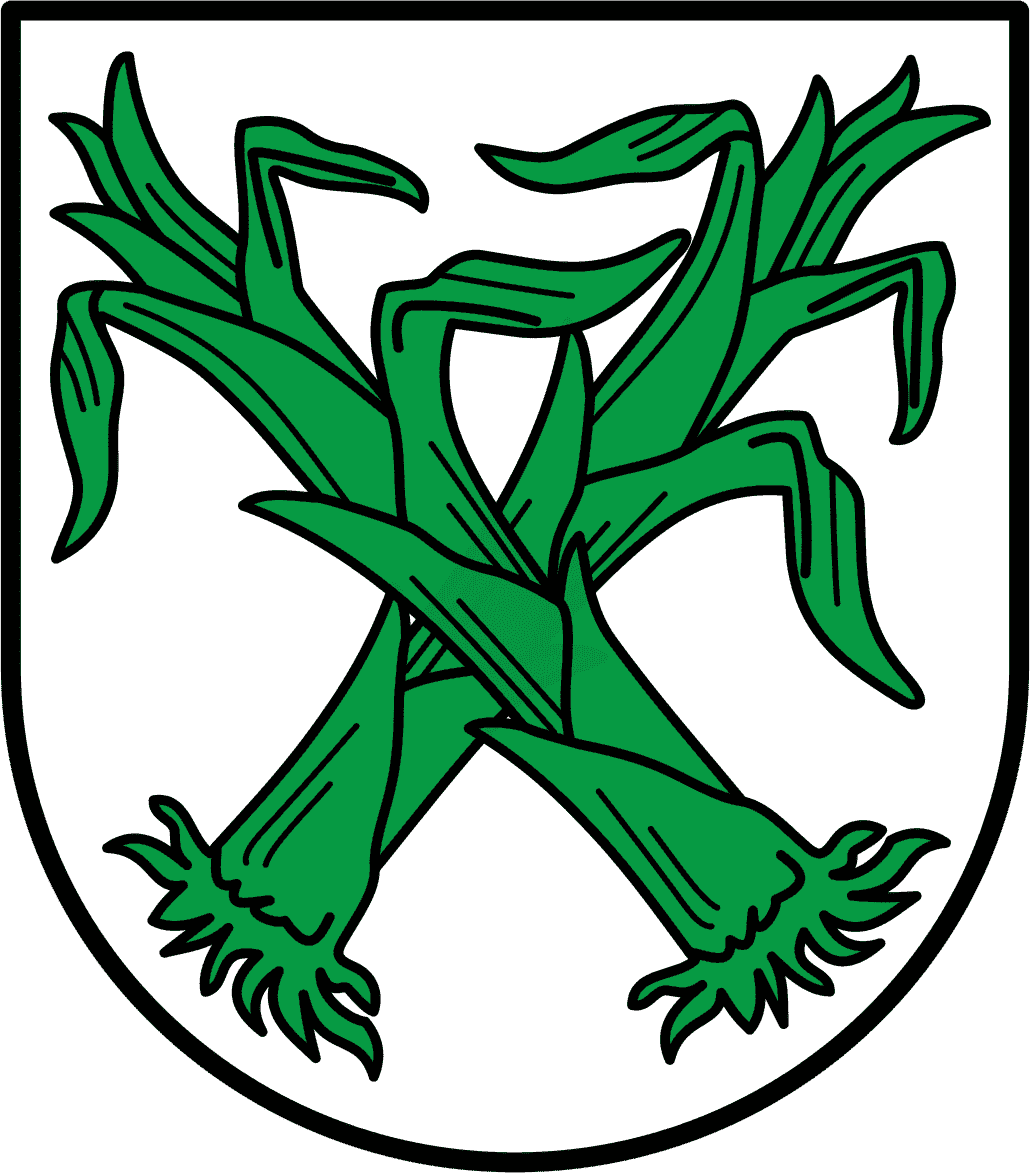
Lauchheim altes Wappen
Lauterburg[74]
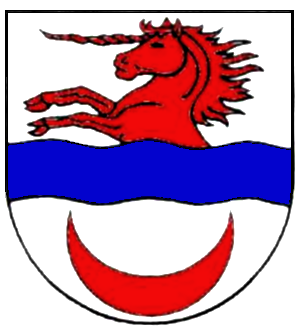
Lautern
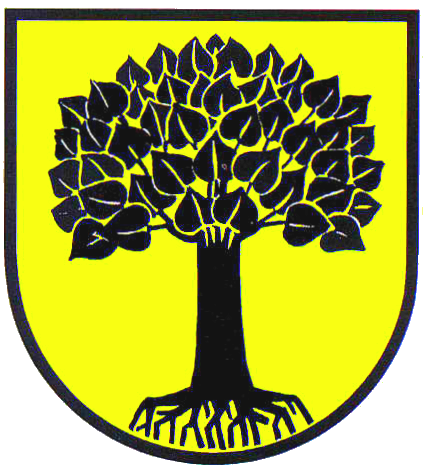
Lindach
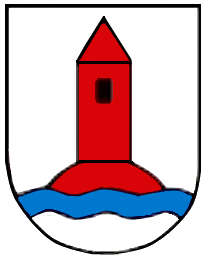
Lippach
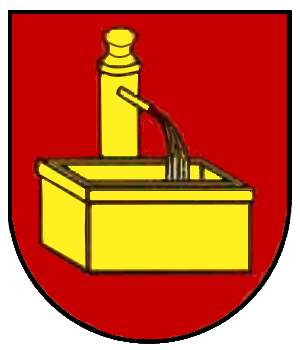
Neubronn
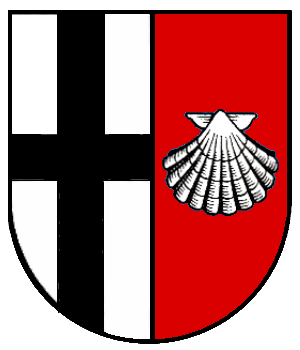
Nordhausen
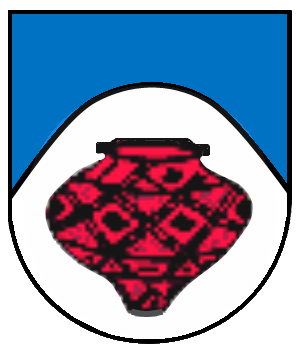
Oberdorf am Ipf
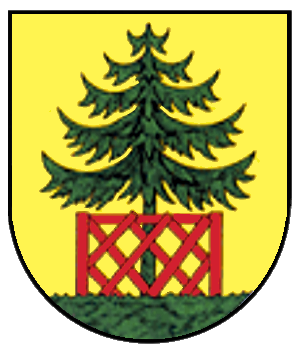
Ohmenheim
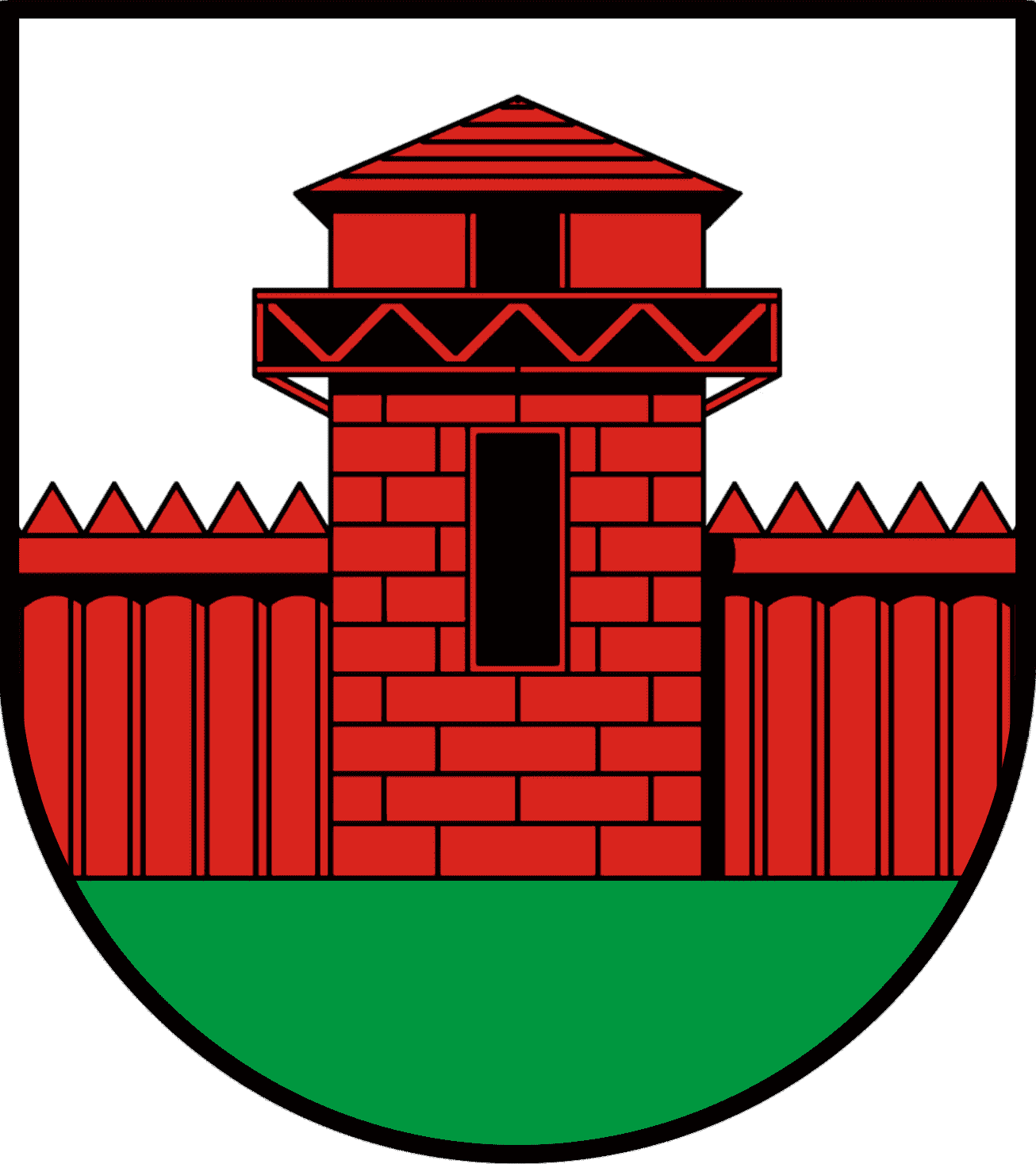
Pfahlheim
Pflaumloch[83]
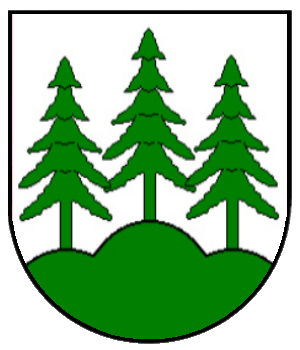
Pommertsweiler
Rechberg[85]
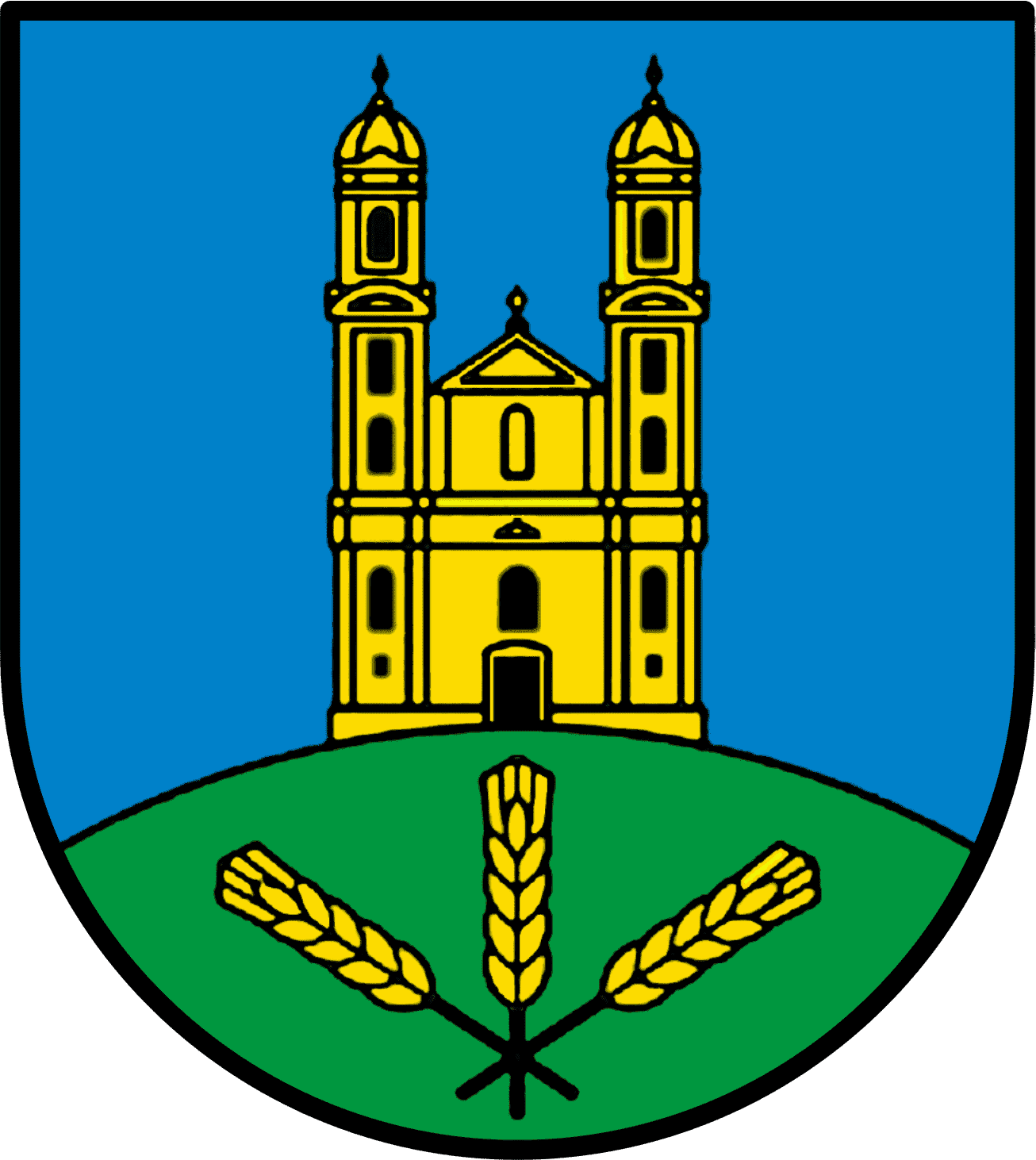
Rindelbach
Röhlingen[87]
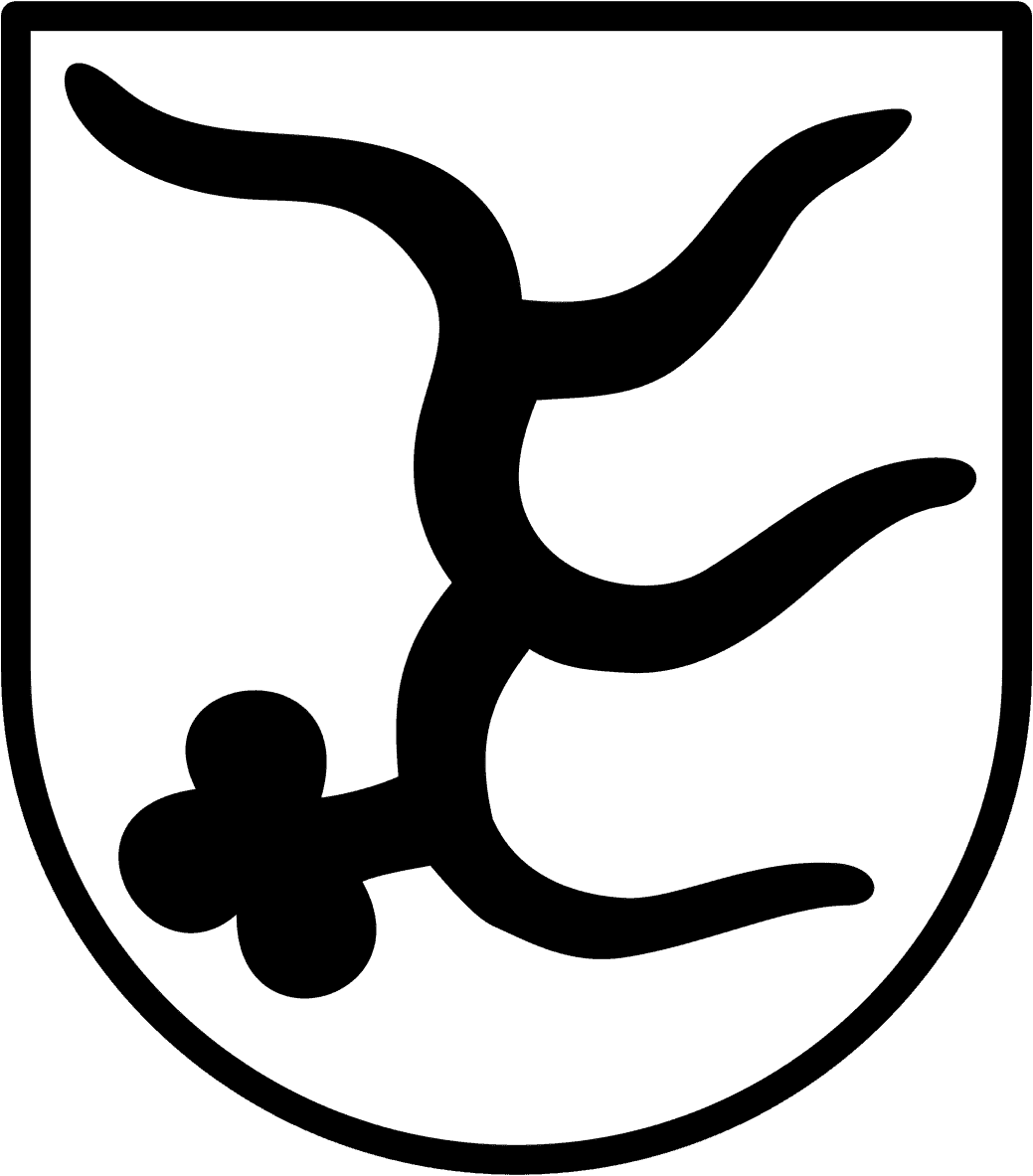
Röttingen
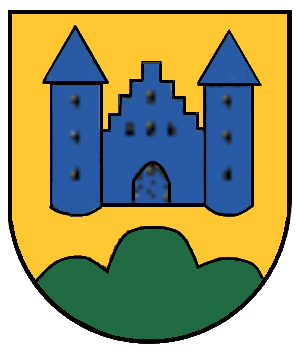
Schloßberg
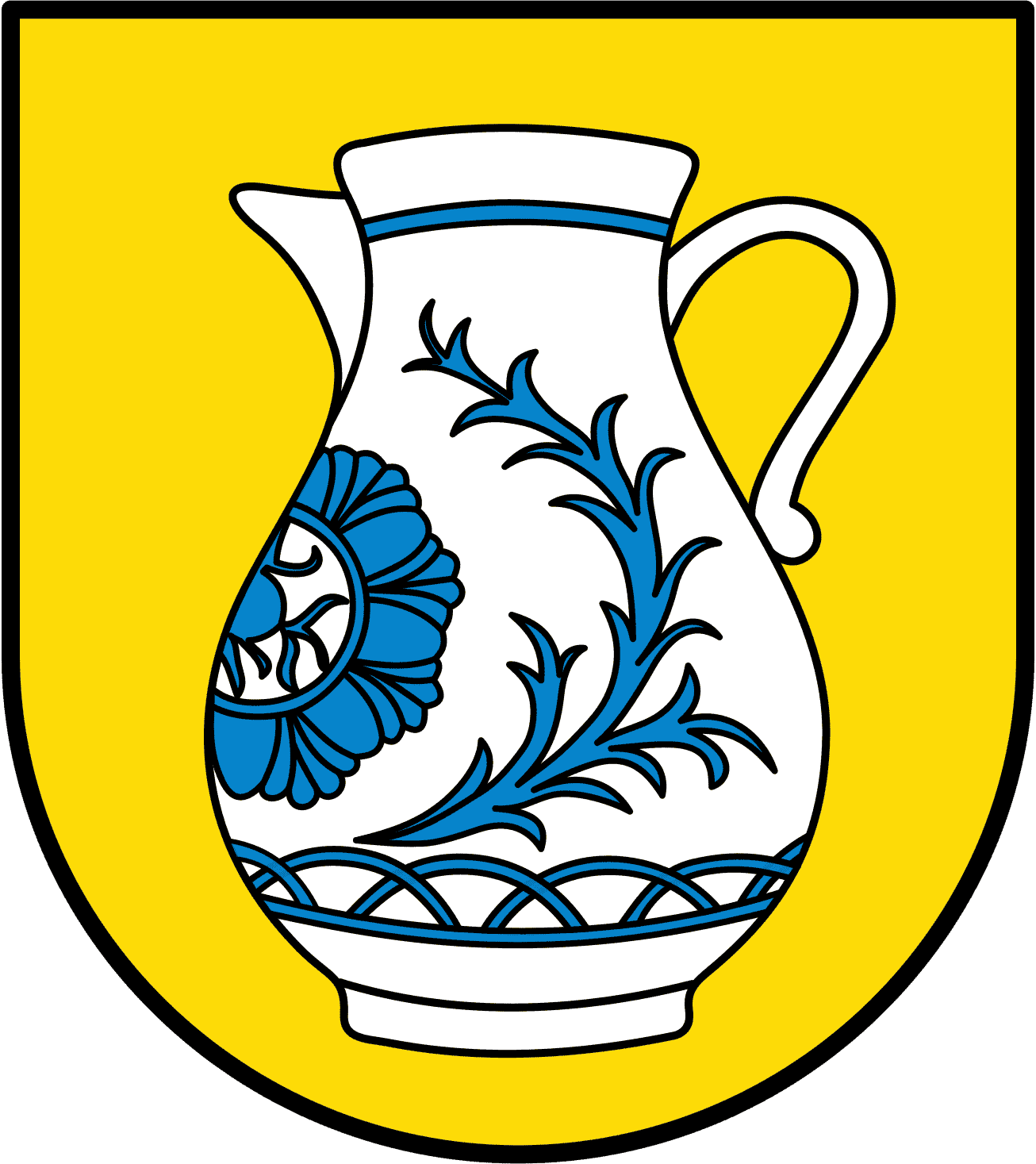
Schrezheim
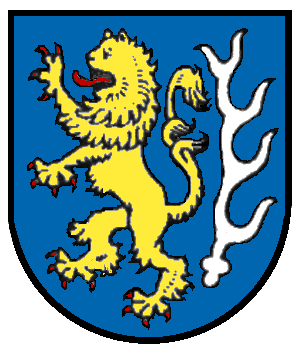
Schwabsberg
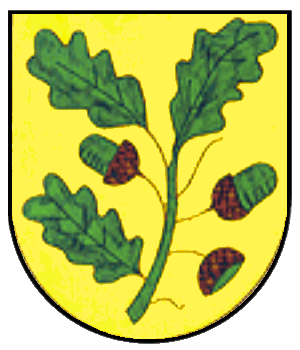
Schweindorf
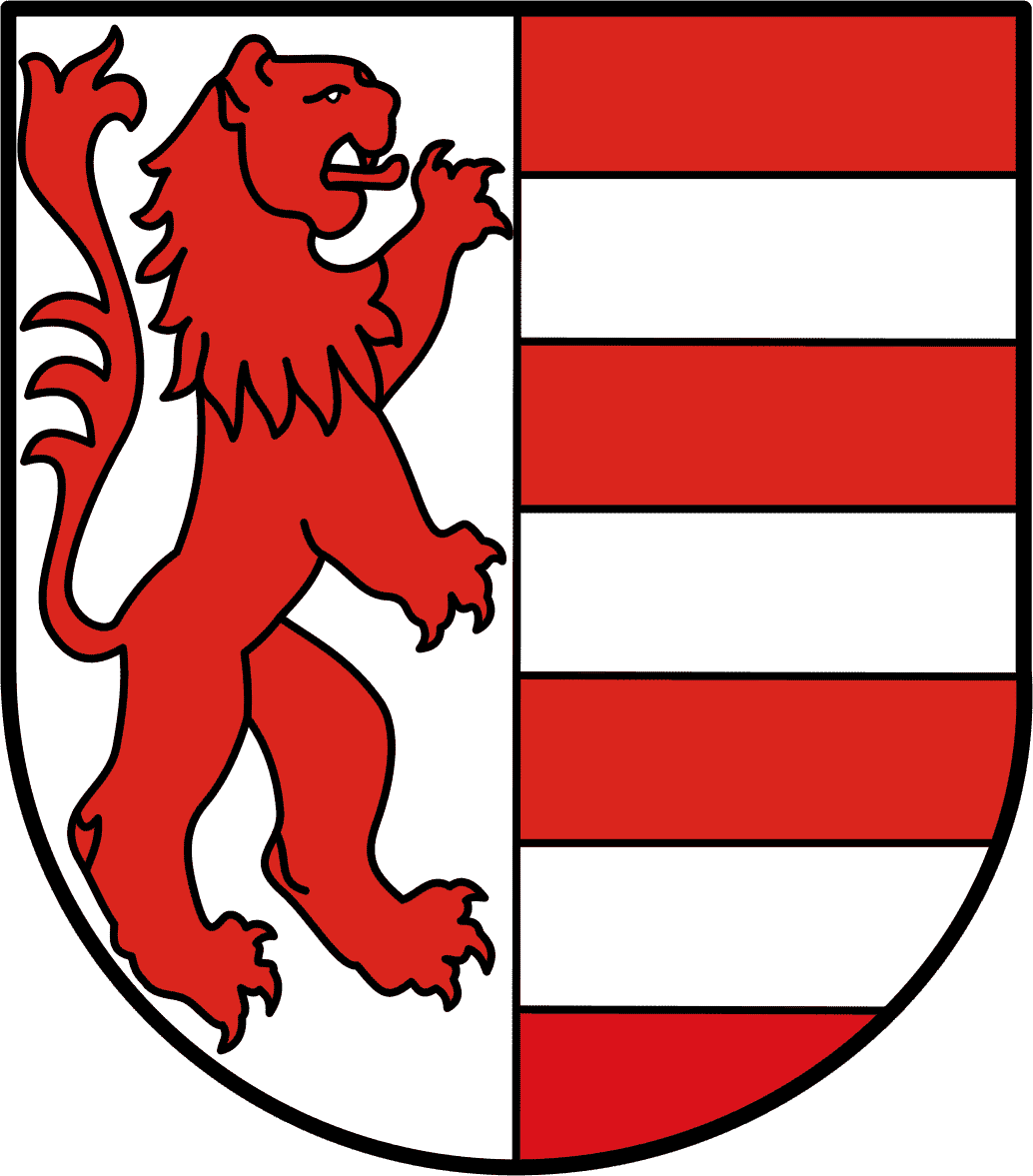
Straßdorf
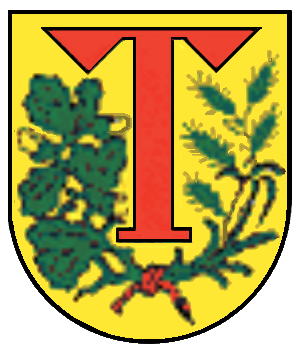
Trochtelfingen
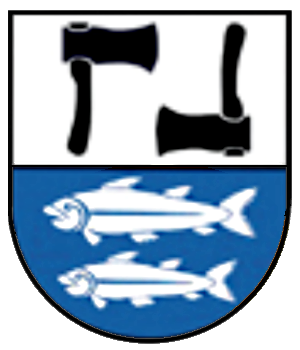
Untergröningen
Unterkochen[96]
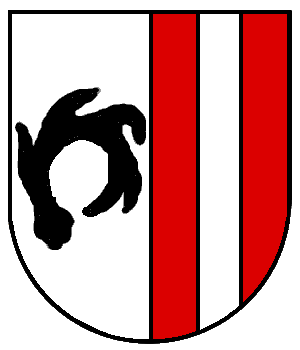
Unterriffingen
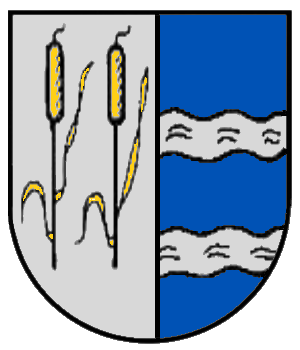
Unterrombach
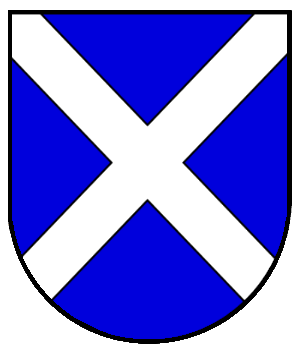
Unterwilflingen
Utzmemmingen[100]
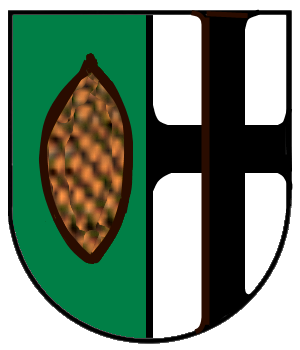
Waldhausen Aalen
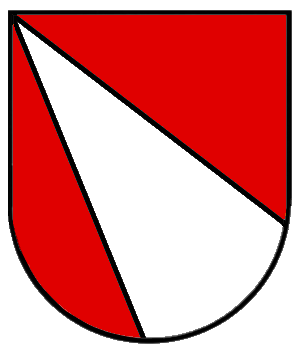
Waldhausen Lorch
Walxheim[103]
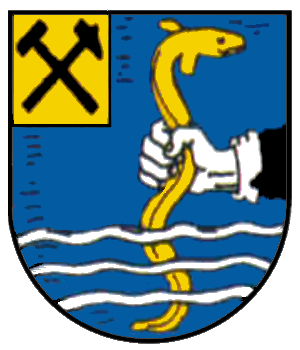
Wasseralfingen
Weiler in den Bergen[105]
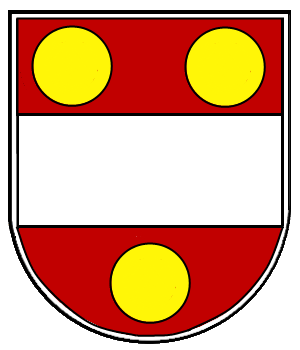
Wißgoldingen
Zipplingen[107]
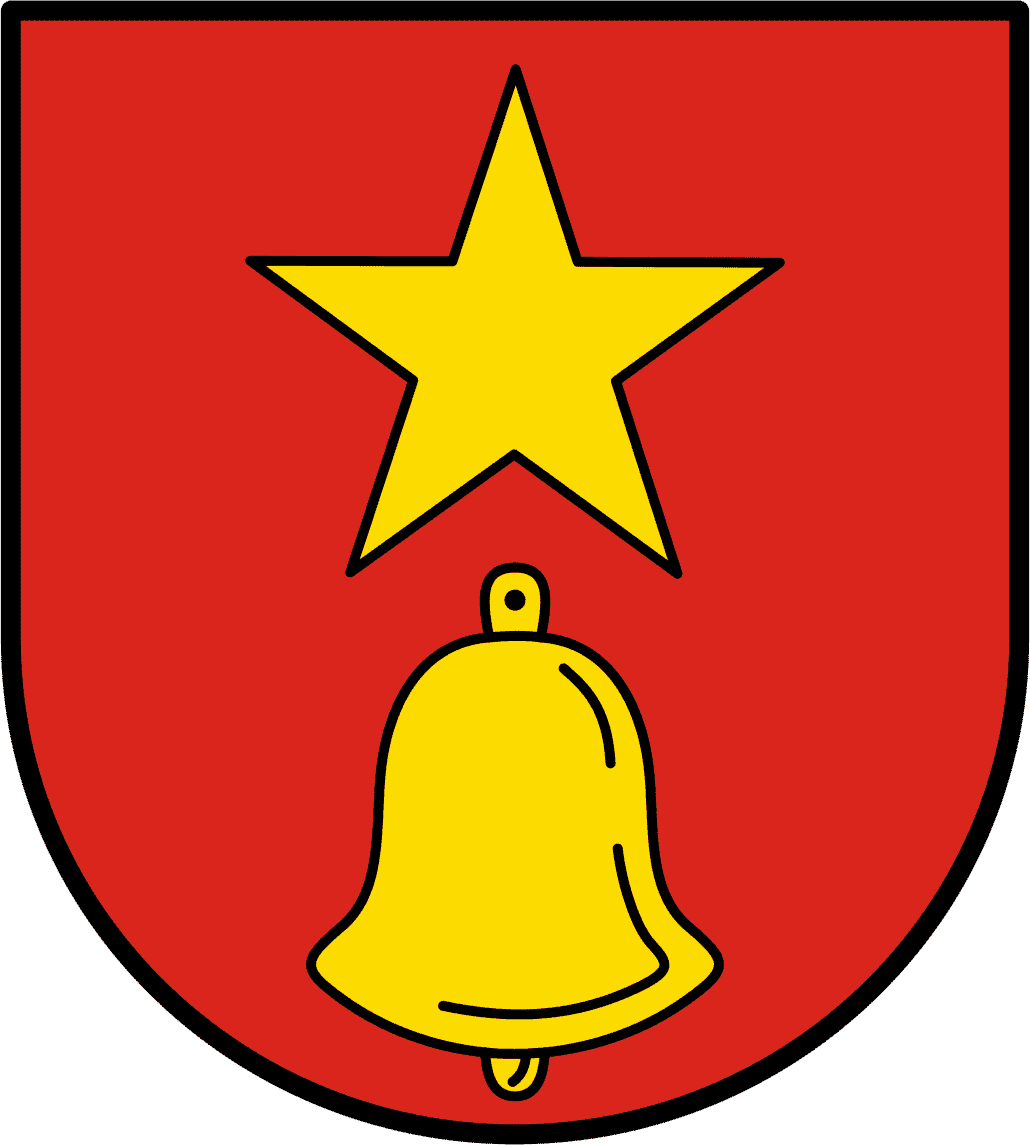
Zöbingen

## Blasonierungen
1. ↑  Ostalbkreis: In Gold (Gelb) ein roter Pfahl, belegt mit einem goldenen (gelben) Abtsstab, vorne ein aufgerichteter schwarzer Löwe, hinten ein halber schwarzer Adler am Spalt.
2. ↑  Aalen: In Gold der schwarze Reichsadler, belegt mit einem roten Brustschild, darin ein gekrümmter silberner Aal.
3. ↑  Bopfingen: In Gold der schwarze Reichsadler, belegt mit einem von Rot und Blau gespaltenem Brustschild, darin eine goldene Hafte (Kesselrinken).
4. ↑  Ellwangen (Jagst): In Blau ein durchgehendes rotes Andreaskreuz, bewinkelt von vier goldenen Lilien.
5. ↑  Heubach: Unter goldenem Schildhaupt, darin eine schwarze Hirschstange, in Blau zwei schräggekreuzte goldene Heuliecher.
6. ↑  Lauchheim: In Silber zwei schräg gekreuzte grüne Lauchstengel, darüber ein schwarzes Tatzenkreuz mit erhöhtem Stamm (Deutschordenskreuz), darunter eine aufgerichtete, vierendige schwarze Hirschstange.
7. ↑  Lorch: In gespaltenem Schild vorne in Gold der schwarze Großbuchstabe L, hinten in Schwarz ein goldener Löwe.
8. ↑  Neresheim: Von Gold und Rot geteilt, belegt mit einem blauen Herzschild, der oben auf eine Reihe roter, unten auf eine Reihe gestürzter goldener Eisenhütchen stößt. Beiderseits stößt an den Herzschild je ein die Teilung überdeckendes, mit der Spitze nach außen weisendes Eisenhütchen in verwechselten Farben. Das Wappen ist überdeckt von einem durchgehenden silbernen Leistenschragen.
9. ↑  Oberkochen: In Blau drei (2:1) goldene Rosen.
10. ↑  Schwäbisch Gmünd: In Rot ein aufgerichtetes silbernes Einhorn.
11. ↑  Abtsgmünd: In gespaltenem Schild vorne in Rot ein linksgekehrter silberner Abtsstab, hinten in Silber drei rote Kugeln übereinander.
12. ↑  Adelmannsfelden: In Silber auf grünem Dreiberg eine natürliche Tanne.
13. ↑  Bartholomä: In Rot ein mit der Schneide nach heraldisch links gekehrtes silbernes Messer.
14. ↑  Böbingen an der Rems: In geteiltem Schild oben in Rot eine auf der Teilung stehende silberne Kapelle mit Dachreiter, unten in Grün eine schräglinke goldene Glocke.
15. ↑  Durlangen: In Rot auf grünem Dreiberg eine silberne (weiße) Tanne.
16. ↑  Ellenberg: In Gold ein aus dem Schildrand wachsender, nach links gewendeter schwarzer Elchkopf.
17. ↑  Eschach: In silbernem Schild auf grünem, mit einem silbernen Wellenbalken belegten Hügel eine grüne Esche, beiderseits begleitet von einem grünen Farnkraut.
18. ↑  Essingen: In Gold eine schwarze Esse mit roter Flamme.
19. ↑  Gschwend: In Gold eine rote Flamme mit drei Zungen, begleitet rechts oben und links unten von je einer grünen Tanne.
20. ↑  Göggingen: In gespaltenem Schild vorne in Gold ein blaues Schwert, hinten in Blau ein goldener Abtsstab.
21. ↑  Heuchlingen: In gespaltenem Schild vorn in Silber ein linkshin gekehrter aufgerichteter roter Löwe, hinten in Rot eine silberne Mitra.
22. ↑  Hüttlingen: In Silber über einem gestürzten erniedrigten blauen Wellensparren, in dem zwei silberne Aale schwimmen, ein achtendiges rotes Hirschgeweih mit rotem Grind.
23. ↑  Iggingen: In von Silber und Blau schräggeteiltem Schild oben ein nach der Teilung schreitender roter Löwe.
24. ↑  Jagstzell: Über blauem Schildfuß, darin eine mit roten Punkten bestreute silberne Forelle, in Gold eine rote Kapelle (Zelle) mit linksstehendem Turm, umgeben von vier roten Rundtürmen mit Kegeldächern und einer gleichfalls ziegelgedeckten roten Mauer mit geschlossenem Tor, über dem eine Nonne mit schwarzem Ober- und silbernem Untergewand hervorlugt.
25. ↑  Kirchheim am Ries: In Rot über einem erniedrigten silbernen Leistenschragen eine silberne Kirche.
26. ↑  Leinzell: In Blau ein silberner Wellenschrägbalken, darüber eine silberne Kirche (Zelle) mit linksstehendem Turm.
27. ↑  Mutlangen: In rotem Feld ein silbernes gleicharmiges breites Kreuz, belegt mit einer von der Schmalseite gesehenen roten Kirche.
28. ↑  Mögglingen: In Silber ein rotbezungter schwarzer Brackenrumpf.
29. ↑  Neuler: In Rot ein nach links gewendeter silberner Pflug mit zwei achtspeichigen silbernen Rädern.
30. ↑  Obergröningen: In Blau drei goldene Roggenähren nebeneinander.
31. ↑  Rainau: In Rot vorne ein aufgerichteter goldener Löwe, hinten eine pfahlweise gestellte silberne Hirschstange mit nach links gekehrten Enden.
32. ↑  Riesbürg: In geteiltem Schild oben in Gold ein wachsender schwarzer Adler, unten in Rot ein silberner Leistenschragen.
33. ↑  Rosenberg: In Silber auf grünem Dreiberg ein grüner Rosenstock mit drei belaubten grünen Zweigen und drei fünfblättrigen roten Rosen mit goldenen Butzen und grünen Kelchblättern.
34. ↑  Ruppertshofen: In Blau ein silbernes Pflugrad, darüber ein linkshin liegendes silbernes Sensenblatt.
35. ↑  Schechingen: In geteiltem Schild oben gespalten von Rot und Silber, darin ein schräger roter Pfeil, und ein blaues Feld.
36. ↑  Spraitbach: In Grün eine silberne Wellendeichsel.
37. ↑  Stödtlen: In Silber auf grünem Boden ein rotes Giebelhaus (Stadel) mit geschlossenem Tor, acht Luken und je zwei Dachausstößen übereinander an jeder Seite.
38. ↑  Tannhausen: In gespaltenem Schild vorne in Gold eine bewurzelte grüne Tanne, hinten in Grün ein goldenes Haus.
39. ↑  Täferrot: In Rot über einer silbernen Wellendeichsel die Märtyrerin Afra in silbernem Gewand mit einem goldenen Nimbus, wachsend über einem von roten Flammen umzüngelten goldenen Holzstoß.
40. ↑  Unterschneidheim: In gespaltenem Schild vorne in Schwarz eine aufrechte, mit den Enden auswärts gekehrte silberne Hirschstange, hinten in Silber ein durchgehendes schwarzes Kreuz.
41. ↑  Waldstetten: In Blau ein goldener Löwe.
42. ↑  Westhausen: In Rot eine goldene Lilie.
43. ↑  Wört: In von Silber und Blau geteiltem Schild unten eine nach links schwimmende, mit roten Punkten bestreute silberne Forelle.
44. ↑  Landkreis Aalen: Gespalten von Gold (Gelb) und Rot, vorn ein halber schwarzer Adler am Spalt, hinten eine goldene (gelbe) Mitra mit hängenden Bändern.
45. ↑  Landkreis Schwäbisch Gmünd: In Gold (Gelb) ein rot bezungter schwarzer Löwe.
46. ↑  Landkreis Backnang: Unter goldenem (gelbem) Schildhaupt, darin eine liegende schwarze Hirschstange, gespalten von Silber (Weiß) und Blau; vorne ein blauer Reichsapfel mit goldener (gelber) Spange und goldenem (gelbem) Kreuz, hinten ein goldener (gelber) Doppelbecher.
47. ↑  Altersberg: In Silber auf schwarzem Berg ein roter Zinnenturm.
48. ↑  Aufhausen: In Silber auf schwarzem Berg ein schwarzer Turm zwischen zwei schwarzen Fichten.
49. ↑  Baldern: In Gold auf blauem Berg ein eintürmiges rotes Schloss, der Berg belegt mit einem Wappenschild: In Gold ein roter Schräglinksbalken.
50. ↑  Bargau: In Silber ein aufgerichteter roter Löwe, in seinen Vorderpranken eine blaue Pflugschar haltend.
51. ↑  Benzenzimmern: In Gold auf grünem Boden zwei grüne Pappeln.
52. ↑  Bettringen: In gespaltenem Schild vorne in Silber ein roter Löwe, hinten in Rot ein silbernes Doppelkreuz.
53. ↑  Dalkingen: Rot über Silber über Blau geteilt.
54. ↑  Degenfeld: Über blauem Schildfuß in rot-silbern geviertem Schild zwei gekreuzte Pfeile in verwechselten Farben.
55. ↑  Dewangen: In Rot auf trapezförmigem schwarzem Sockel eine schwarz bedachte silberne Kirche mit rechtsstehendem, massigem Turm.
56. ↑  Dirgenheim: In Grün ein aus dem unteren Schildrand wachsender silberner Kirchturm mit zwei Schallfenstern über einer Schießscharte.
57. ↑  Dorfmerkingen: In goldenem rotbordiertem Schild ein auf der rechten Seite geborstenes, ursprünglich vierspeichiges, rotes Rad.
58. ↑  Ebnat: In Blau ein schräger goldener Abtsstab, beiderseits begleitet von je einem [golden gedeckten] silbernen Häuschen.
59. ↑  Elchingen auf dem Härtsfeld: In Rot ein trabender goldener Elch.
60. ↑  Fachsenfeld: In Silber auf grünem Boden ein grüner Laubbaum zwischen zwei aufgerichteten, zugekehrten roten Hirschen.
61. ↑  Flochberg: In Blau ein schreitender silberner Hirsch.
62. ↑  Frickenhofen: In Gold (Gelb) eine silberne (weiße) Waage.
63. ↑  Geislingen: In Gold ein schwarzer Reiterstiefel mit silbernem Radsporn.
64. ↑  Goldburghausen: Von Gold und Rot geteilt, oben ein wachsender rotbewehrter und rotgekrönter schwarzer Adler, unten ein goldener Dreiberg.
65. ↑  Großdeinbach: In Gold eine rote Tulpe an grünem Stiel mit vier grünen Blättern.
66. ↑  Herlikofen: In gespaltenem Schild vorne in Gold ein schwarzer Löwe, hinten in Rot ein nach links gewendetes silbernes Einhorn.
67. ↑  Hofen: In Blau auf grünem Hügel eine rot bedachte silberne Kirche [Choransicht, Turm links], im rechten silbernen Obereck zwei schräggekreuzte rote Berghämmer, im linken silbernen Obereck eine rote Sichel.
68. ↑  Hohenstadt: In Silber auf grünem Boden eine rote Burg, vor dem offenen Tor ein rot gekrönter blauer Löwe.
69. ↑  Hülen: In Silber über blauem Schildfuß ein durchgehendes schwarzes Kreuz.
70. ↑  Kerkingen: In Gold ein aufgeschlagenes Buch mit rotem Schnitt und silbernen Blättern, belegt mit zwei blauen Augen.
71. ↑  Kösingen: In gespaltenem Schild vorn in Silber ein durchgehendes rotes Kreuz, hinten in Gold vier Reihen rotes Feh (Eisenhütlein).
72. ↑  Laubach: In Silber (Weiß) unter einem erhöhten blauen Wellenbalken ein steigender roter Mond.
73. ↑  Lauchheim alt: In Silber zwei schräg gekreuzte grüne Lauchstengel mit Blättern und Wurzeln.
74. ↑  Lauterburg: In Silber auf goldenem Schildfuß, darin eine blaue Wellenleiste, ein rotes Burgtor.
75. ↑  Lautern: In Silber ein blauer Wellenbalken, darüber ein wachsendes rotes Einhorn, darunter ein steigender roter Halbmond.
76. ↑  Lindach: In Gold eine schwarze schwebende bewurzelte Linde.
77. ↑  Lippach: In Silber auf einem erniedrigten blauen Wellenbalken ein roter Hügel, darauf ein roter Turm.
78. ↑  Neubronn: In Rot ein goldener Dorfbrunnen mit silbernem Wasserstrahl.
79. ↑  Nordhausen: In gespaltenem Schild vorne in Silber ein durchgehendes schwarzes Kreuz, hinten in Rot eine silberne Muschel.
80. ↑  Oberdorf am Ipf: In Blau ein überhöhter silberner Berg, belegt mit einem roten Tongefäß aus der Hallstattzeit.
81. ↑  Ohmenheim: In Gold auf grünem Boden eine grüne Tanne, deren Stamm von einem roten Gitterzaun überdeckt ist.
82. ↑  Pfahlheim: In Silber [oder unheraldisch: Blau] auf grünem Boden ein natürlicher [üblich: roter] Limesturm mit durchgehendem Palisadenzaun.
83. ↑  Pflaumloch: In Rot über einem erniedrigten goldenen Schragen eine bewurzelte silberne Eiche.
84. ↑  Pommertsweiler: In Silber auf grünem Dreiberg drei grüne Tannen.
85. ↑  Rechberg: In Gold auf grünem Berg ein nach rechts schreitender roter Rehbock.
86. ↑  Rindelbach: In Blau auf einem grünen, mit drei gekreuzten goldenen Ähren belegten Hügel eine doppeltürmige goldene Kirche (Schönenbergkirche).
87. ↑  Röhlingen: In Rot zwei unten schräggekreuzte, mit den Enden auswärts weisende silberne Hirschstangen.
88. ↑  Röttingen: In Silber eine pfahlweis gestellte vierendige schwarze Hirschstange.
89. ↑  Schloßberg: In Gold über grünem Dreiberg eine zweitürmige blaue Burg (Schloss).
90. ↑  Schrezheim: In Gold eine silberne Kanne mit blauer Bemalung (Fayence).
91. ↑  Schwabsberg: In Blau vorn ein aufgerichteter goldener Löwe, hinten eine pfahlweis gestellte silberne Hirschstange mit nach links gekehrten Enden.
92. ↑  Schweindorf: In Gold ein grüner Eichenzweig.
93. ↑  Straßdorf: In gespaltenem Schild vorne in Silber ein steigender, nach links gekehrter roter Löwe, hinten in Rot drei silberne Balken.
94. ↑  Trochtelfingen: In Gold der rote Großbuchstabe T, beseitet rechts von einem grünen Eichenzweig, links von grünen Ähren, beides unten schräggekreuzt und mit rotem Band umschlungen.
95. ↑  Untergröningen: In geteiltem Schild oben in Silber zwei im Gegenwinkel nebeneinander gestellte blaue Beile (das vordere mit der Schneide nach links, das hintere gestürzt und mit der Schneide nach rechts), unten in Blau zwei silberne Fische übereinander.
96. ↑  Unterkochen: In Rot drei (2:1) fünfspeichige silberne Räder.
97. ↑  Unterriffingen: In gespaltenem Schild vorne in Silber eine linkshin gebogene schwarze Hirschstange, hinten in Rot ein silberner Pfahl.
98. ↑  Unterrombach: In gespaltenem Schild vorne in Silber zwei natürliche Schilfkolben, hinten in Blau zwei silberne Wellenbalken.
99. ↑  Unterwilflingen: In Blau ein silbernes Schrägkreuz (Andreaskreuz).
100. ↑  Utzmemmingen: Unter silbernem Schildhaupt, darin ein durchgehendes schwarzes Kreuz, in Rot ein silbernes Haus, das blaue Tor belegt mit einem silbernen Leistenschragen.
101. ↑  Waldhausen Aalen: In gespaltenem Schild vorne in Grün ein goldener Tannenzapfen, hinten in Silber ein durchgehendes schwarzes Deutschordenskreuz.
102. ↑  Waldhausen Lorch: In Rot eine silberne Schrägspitze.
103. ↑  Walxheim: In Blau eine bewurzelte silberne Wucherblumenstaude mit drei goldenen Blüten und vier silbernen Blättern.
104. ↑  Wasseralfingen: In Blau ein aus dem linken Schildrand hervorbrechender, schwarz gekleideter Rechtarm, der aus drei silbernen Wellenleisten im Schildfuß einen goldenen Aal greift.
105. ↑  Weiler in den Bergen: In Rot über einem grünen Sechsberg eine silberne Waage.
106. ↑  Wißgoldingen: In Rot mit einem silbernen Bord ein silberner Balken, oben begleitet von zwei, unten von einer goldenen Kugel.
107. ↑  Zipplingen: In Rot zwei schräggekreuzte gestürzte silberne Schwerter.
108. ↑  Zöbingen: In Rot unter einem fünfstrahligen goldenen Stern eine goldene Glocke.